# دينيس هنت
دينيس هنت (بالإنجليزية: Dennis Hunt)‏ (8 سبتمبر 1937 ببورتسموث في المملكة المتحدة - ) هو مدرب كرة قدم ولاعب كرة قدم بريطاني في مركز الدفاع. لعب مع نادي برينتفورد ونادي غيلينغهام ونادي فوكستون.

## وصلات خارجية
- دينيس هنت على موقع قاعدة بيانات كرة القدم.إي يو (الإنجليزية)